# Pierre Landolphe
Pour les articles homonymes, voir Landolphe.
Pierre François Landolphe est un homme politique français né le 3 octobre 1809 à Louhans (Saône-et-Loire) et mort dans cette même commune le 1er avril 1889.

## Biographie
Opposant à la Monarchie de Juillet, très lié à Louis Blanc, il est poursuivi après les journées de juin 1848, et finalement acquitté en février 1849. Il est député de Saône-et-Loire en 1849, siégeant au groupe d'extrême gauche de la Montagne. Compromis dans la journée du 13 juin 1849, il s'exile en Angleterre puis à Guernesey et ne rentre en France qu'après la chute du Second Empire.

## Sources
- « Pierre Landolphe », dans Adolphe Robert et Gaston Cougny, Dictionnaire des parlementaires français, Edgar Bourloton, 1889-1891 [détail de l’édition]